# Nico Leonard Willem van Straten
Nico Leonard Willem van Straten (Zwolle, 3 september 1897 – Arnhem, 18 september 1968) was een Nederlandse generaal-majoor der infanterie van het Koninklijk Nederlandsch-Indisch Leger, commandant van Bronbeek en ridder in de Militaire Willems-Orde.

## Loopbaan

### Vroege loopbaan
Van Straten volgde de Koninklijke Militaire Academie en werd op 12 augustus 1918 benoemd tot tweede luitenant der infanterie en bestemd voor het leger in Oost-Indië. Hij vertrok begin december 1918 met het stoomschip Medan met onder zijn medebegeleiding een detachement suppletietroepen sterk 16 onderofficieren en 100 minderen en werd in mei 1919 bevorderd tot eerste luitenant bij het zesde bataljon te Gombong. In juli 1920 werd hij overgeplaatst bij de troepenmacht op Celebes en in augustus 1923 overgeplaatst naar het eerste depotbataljon te Bandoeng. In april 1924 slaagde hij voor het toelatingsexamen voor de technische cursus van de Hogere Krijgsschool, vertrok vervolgens naar Nederland en volgde deze cursus alhier gedurende de daarop volgende drie jaar, gedetacheerd bij het Nederlandse leger. Naast zijn studie werd hij gedetacheerd bij het zesde regiment veldartillerie te Leiden en vervolgens, vanaf 14 juni 1926, bij het regiment wielrijders te 's-Hertogenbosch. Van Straten keerde in december 1927 met zijn echtgenote en twee kinderen weer naar Indië terug met het mailmotorschip Indrapoera.
Bij aankomst te Batavia werd Van Straten gedetacheerd bij het hoofdkantoor der generale staf en in verband daarmee ingedeeld bij het subsistentenkader te Bandoeng. Met ingang van 1 februari 1929 werd hij eervol ontheven van deze detachering, ter beschikking gesteld van de inspecteur en geplaatst bij de troepenmacht te Atjeh en Onderhorigheden. Op 30 mei 1929 werd hij bevorderd tot kapitein en in oktober van datzelfde jaar voor de duur van ten hoogste vijf jaar gedetacheerd bij het Nederlandse leger, ingaande met de dag van aankomst in Nederland, om de Minister van Defensie in de gelegenheid te stellen hem aan te wijzen voor de betrekking van leraar bij de Koninklijke Militaire Academie. In juli 1931 ondertekende hij mede een petitionnement voor internationale ontwapening; daarin stond onder meer: Het komt ons hoogst noodzakelijk en gewenst voor dat wij, beroepsofficieren, opnieuw blijk geven van ons standpunt ten aanzien van internationale ontwapening en daarmee elke twijfel omtrent dat standpunt wegnemen. Daarom roepen wij alle collega's op om, met kwaliteit, het petitionnement, georganiseerd door de Nederlandse Dagbladpers te tekenen. Andere ondertekenaars waren de leraren aan de Koninklijke Militaire Academie de kapiteins J.J. Harts, P.G.A. Fortanier en B.F.A. Schillmöller. Op 5 september 1934 reisde Van Straten terug naar Indië per Marnix van St. Aldegonde en op 31 augustus 1939 werd hij bevorderd tot majoor, hij was toen gelegerd te Tarakan. Van Straten werd enige jaren hierna benoemd tot opperbevelhebber van alle Nederlands-Indische strijdkrachten in de zuidwestelijke Grote Oceaan. Hij was commandant van Timor vanaf 1 maart 1942.

### Tweede Wereldoorlog

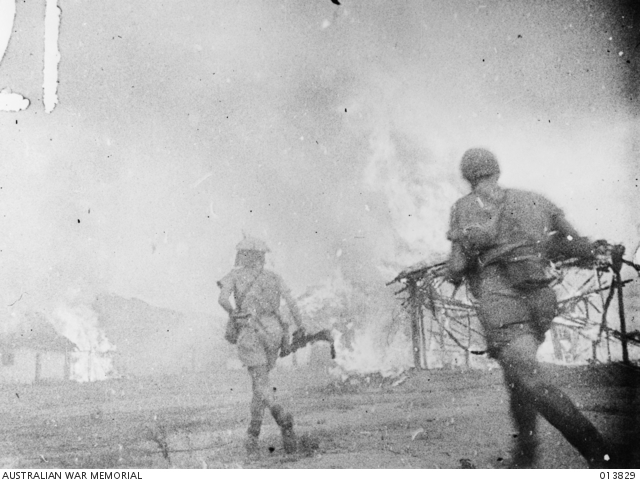
Slag om Timor

Timor bestond uit een Nederlands en een Portugees gedeelte; in de loop van 1941 was besloten dat naar het voor Australië zo belangrijke eiland eventueel al vóór het uitbreken van vijandelijkheden in het Pacifisch gebied Australische troepen zouden worden gezonden naar Nederlands-Timor. Kort na de aanval op Pearl Harbor werd in Koepang, de hoofdstad van Nederlands-Timor, een Australisch bataljon ontscheept. Enkele dagen later keurde A.W.L. Tjarda Van Starkenborgh goed dat Portugees-Timor, dat slechts verdedigd werd door een Portugese eenheid van enkele honderden Timorezen met een kader van enkele tientallen Portugese officieren, preventief zou worden bezet. Daartoe ging op 17 december 1941 een door Van Straten gecommandeerde strijdmacht van ongeveer zeshonderd KNIL- en ruim driehonderd Australische militairen van Koepang uit in Dilly, de hoofdstad van het Portugese deel van het eiland, aan land. De Australiërs, een zogenaamde Independent Company, waren speciaal voor de guerrilla opgeleid. In de nacht van 19 op 20 februari 1942 landden de Japanners ten zuiden van Koepang op Nederlands- en even ten westen van Dilly op Portugees-Timor. Ten zuiden van Koepang werden ongeveer tweeduizend Japanners ontscheept. Daarnaast werden omstreeks zeshonderdvijftig Japanse parachutisten neergelaten. Hierop capituleerden het Australische bataljon; enige tijd later gaf de rest van het KNIL-detachement zich over. Met 150 manschappen wist Van Straten na een week het vliegveld van Atamboea op Nederlands-Timor te bereiken. Hier bevond zich onder bevel van kapitein C. L. E. F. van Swieten een KNIL-detachement (omstreeks 100 man).
Op 28 februari werd vernomen dat de Japanse troepen naderden, waarop ongeveer tweehonderdveertig man de bergen introkken; de omstreeks tachtig Australiërs om op Portugees- en de honderdzestig KNIL-manschappen om op Nederlands-Timor te ageren. Eind april werden voorraden ten behoeve van de manschappen afgeworpen en in mei landden Amerikaanse
vliegboten bij de zuidkust van Portugees-Timor; met deze vliegboten werden zieken en gewonden naar Australië geëvacueerd; op 24 mei 1942 vertrokken hiermee ook generaal Veale en Van Straten om met generaal D. MacArthur en de bevelhebber van zijn landstrijdkrachten, generaal Blamey, in overleg te treden. De strijd op Nederlands-Timor verliep moeizaam; wel voegden omstreeks honderd Timorese oud-KNIL-militairen zich bij de Nederlandse troepen, die als gidsen en ordonnansen goed werk deden en daarnaast kreeg men inlichtingen van een ondergrondse organisatie die door de gepensioneerde kapitein van het Indische leger J.R. Agerbeek was opgebouwd. Eind april waren nog honderdveertig man van wie velen aan malaria leden, bijeen. Zij werden door acties van de Japanse landingstroepen en van de Black Column steeds meer teruggedreven en leden een zwaar verlies toen kapitein van Swieten met 20 anderen door de Japanners krijgsgevangen werd gemaakt. De Japanse verovering van Timor had de Japanners ruim tien maanden en omstreeks 1.500 gesneuvelden gekost door de inzet van nog geen 1.000 man aan Australische- en KNIL-troepen.

### Latere loopbaan
Op 9 december 1944 werd Van Straten bevorderd tot generaal-majoor. In november 1944 ging hij, als chef van de generale staf van het Indische leger naar Washington om daar besprekingen te voeren met de Nederlandse autoriteiten aldaar over de plannen om een leger te vormen in Nederland dat mee zou helpen aan de bevrijding van Nederlands-Indië. Hoewel toen nog een groot deel van Nederland bezet was was de rekrutering in het vrije gedeelte al begonnen en men hoopte dat aldaar al voldoende geoefende militairen ter beschikking zouden zijn om naar Australië en Nieuw Guinea te gaan om daar verder opgeleid te worden en zich vast aan te passen aan het klimaat. Zij zouden zich daar moeten verenigen met de aldaar reeds bestaande Nederlandse- en Nederlands-Indische korpsen, die onder bevel van generaal MacArthur waren gesteld. In december 1945 kreeg hij op zijn verzoek ontheffing (vanaf 13 februari 1946) van zijn functie als hoofd van het geallieerde militaire gezag, afdeling burgerlijk bestuur van West- en Midden Java, Djokjakarta en Soerakarta. Hij was vervolgens militair commandant van Bronbeek in Arnhem van 1946 tot 1955. Een van zijn dierbaarste herinneringen aan de strijd tegen Japan was een door de Japanners met de hand geschreven vraag tot overgave. De Japanners lieten deze brief aan Van Straten toekomen maar ontvingen hierop nooit antwoord. Van Straten overleed te Den Haag in 1968.

## Militaire Willems-Orde
Van Straten werd bij Koninklijk Besluit van 29 oktober 1942 nummer 6 benoemd tot ridder in de Militaire Willems-Orde. Dat was omdat hij als commandant van de expeditie naar Portugees-Timor in december 1941 bij het voorbereiden en doen uitvoeren van de landing en tijdens de onderhandelingen met de Portugese autoriteiten blijk had gegeven van initiatief en van beleidvol optreden. Onder leiding van Van Straten werd in december 1941 een landing op Portugees Timor uitgevoerd. Onder Sparrow Force kwamen ongeveer 650 Nederlandse militairen van het KNIL onder bevel van Van Straten. Zij werden ondersteund door 12 Lockheed Hudson lichte bommenwerpers van No 2 Squadron, de Royal Australian Air Force (RAAF) en een troep van de Britse Royal Artillery's 79e Anti Aircraft batterij. De geallieerde troepen waren geconcentreerd rond het strategische vliegveld van Penfui, in de buurt van Kupang.
Een 400 man sterke Nederlands-Australische macht bezette Portugees-Timor op 17 december 1941.In februari 1942 bood hij op bekwame wijze tegenstand aan de te Dilly gelande vijand. Hij hield tot zijn vertrek op 24 mei 1942 moedig stand en wist onder moeilijke omstandigheden de guerrillakrijg doeltreffend te organiseren uit troepen die tweemaal uiteen geslagen waren, waardoor de verovering van Timor door een overmachtige vijand bemoeilijkt werd. Op 11 en 12 december 1942 werden de Nederlandse en Australische guerrillatroepen op Timor geëvacueerd naar Australië. Van Straten was ridder in de Militaire Willems-Orde en bezat het Onderscheidingsteken voor Langdurige Dienst als officier.